# Havana Carbo
Gladys „Havana“ Carbo Flower (eigentlich Gladys Margarita Lourdes Carbo Ramiro Garcia y de la Torre, * 22. Februar 1935 in Havanna; † 25. Oktober 2015 in Stockbridge, Massachusetts) war eine aus Kuba stammende US-amerikanische Jazzsängerin und Pianistin.

## Leben und Wirken
Carbo wuchs in den 1930er- und 40er-Jahren in Kuba in einer musikalischen Familie auf; mit drei Jahren hatte sie Klavierunterricht In den Vereinigten Staaten besuchte sie die Grover Cleveland High School in Queens; als Jugendliche gründete sie ein eigenes Vokalquintett und hatte erste professionelle Auftritte als Sängerin der Band von Bobby Friedlander. Anschließend studierte sie Philosophie und Sprachen an der Villanova University in Havanna. 1964 zog sie nach Stockbridge (Massachusetts), wo sie in der amerikanischen Bürgerrechts-, Antikriegs- und Frauenbewegung aktiv wurde. Nachdem sie mehrere Boutiquen geführt hatte, wurde sie Anfang der 1970er-Jahre Geschäftsführerin einer Bar im Music Inn von Stockbridge, wo sie Auftritte verschiedener Pop- und Jazzmusiker veranstaltete. Unter eigenem Namen spielte mehrere Alben mit Eigenkompositionen ein; ihr Werk Stockbridge Requiem für zwei Sopranstimmen, Chor, Orgel und Latin-Jazz-Quartett wurde in Stockbridge und in der New Yorker Saint Peter’s Church aufgeführt.
1984 gründete Carbo die Latin-Jazz-Formation Havana Midnight, mit der sie ihre Arrangements lateinamerikanischer Standards interpretierte. Nach einer ersten, selbst produzierten EP (Another Summer) folgte bei Soul Note 1987 ihr erstes Album unter eigenem Namen, Street Cries, an dem Gene Bertoncini, Michael Moore, Marvin Stamm und John Sauer mitwirkten. Nach Abschluss ihres Studiums der Musiktheater-Komposition an der New York University 1993 und einem Yip-Harburg-Stipendium legte sie die Alben So I’ll Dream You Again (1997), Luna de Varadero (2005) und Through a Window, Like a Dream (MODL, 2007) vor. Für ihr Album Luna de Varadero wurde sie in Brasilien 2004 und 2007 mit dem International Artists' Poll als Beste Jazzsängerin ausgezeichnet.
Sie arbeitete außerdem u. a. mit Jimmy Giuffre, Dario Eskenazi, Nilson Matta, Vince Cherico, John Benitez, Café, Chocolate Armenteros, Oriente Lopez, Helio Alves, Sean Smith, Diego Urcola, Edsel Gomez, Aaron Goldberg, John Di Martino, El Negro Hernandez, Leo Traversa, Edson Machado und der Chico O’Farrill Band. Ab den 1990er-Jahren trat sie in New Yorker Clubs wie dem Birdland, Lenox Lounge sowie im Metropolitan Museum of Art und verschiedenen Jazzfestivals auf. 2013 kehrte sie nach Stockbridge zurück.